# Xenothyris ferruginea
Xenothyris ferruginea là một loài tò vò trong họ Ichneumonidae.